# Maria Amaral (atiradora esportiva)
Maria Nelly Padilha Amaral (6 de novembro de 1937) é uma ex-atiradora esportiva brasileira. Ela competiu em dois eventos nos Jogos Olímpicos de Verão de 1988.
O estado da Bahia exportou para o estado do Paraná uma atleta destaque no tiro esportivo. A pianista Maria Nelly Padilha Amaral (1931-2016) nascida no município de Ferradas-BA, casou-se com o atleta atirador curitibano Leonel Davi Santos Amaral em 1956 e tornou-se atiradora em 1977, quando foi campeã de tiro Fogo central em Curitiba. Foi campeã de tiro Pistola de ar em 1978 e 1980, de tiro Pistola Standard e Fogo central em 1980, Vice-campeã no Campeonato das Américas de 1981, campeã Sul brasileira de tiro Fogo central em 1981, campeã de tiro Pistola Standard e Pistola de ar em 1982, campeã de tiro Revólver, Pistola de ar, Tiro rápido, Carabina e Fogo central em 1983, campeã de tiro Fogo central, Pistola Standard e Precisão em 1985, campeã de tiro Fogo central e Revólver em 1986, campeã de Tiro rápido em 1987 e de Fogo central em 1989, Vice-campeã e 3o lugar nos Torneios Benito Juarez no México nos anos de 1982 e 1989 respectivamente. 3o lugar de tiro Pistola de ar no Campeonato Pan Americano de Indianápolis-USA em 1987. Campeã paranaense de tiro Fogo central, Pistola de ar e Pistola standard em 1990, campeã de tiro Fogo central, Pistola de ar e Pistola standard em 1991, campeã de tiro Pistola de ar em 1992, campeã de tiro Fogo central, Pistola de ar e Pistola standard em 1993, campeã de tiro Fogo central, Pistola Standard e Pistola sport em 1994, campeã Sul brasileira de tiro Pistola de ar em 1995, campeã de tiro Pistola Standard e Pistola sport em 1996, campeã de tiro Pistola Standard, Pistola de ar e Pistola sport em 1997 e em 1998, campeã de tiro Pistola de ar em 1999, campeã de Pistola de ar e Fogo central em 2001. Participou dos Jogos Pan-americanos em Havana-Cuba em 1991. Integrou a equipe brasileira de tiro e participou dos Jogos Olímpicos de Verão de Seoul de 1988.